# 宮城島 (沖縄県うるま市)
宮城島（みやぎじま）は、沖縄県うるま市に属する島で、沖縄諸島のうち、与勝諸島を構成する太平洋の有人島である。沖縄本島中部の東部海岸に突出する勝連半島北東約7kmに位置する。

## 地理

### 地形・地質
面積5.54km2、周囲12.24kmの島で、平安座島と伊計島の間に位置する。2012年4月現在の島内人口は813人。島全体は第三紀の泥岩・砂岩を主とする島尻層岩を基盤岩とし、その上部は琉球石灰岩に覆われている。全体的に三角形状の島で、西側にある標高約100mの平坦で三角形状の台地と東側の標高約50mの半島地形を有し、海岸線は西側よりも東側で入り組んでいる。島西側の台地平面は西方向に緩やかに傾斜し、その周囲は急崖となる。台地の東端は宮城島最高峰の「ヒータキ（火焚山）」で、標高は121.4mであり、貝塚時代中期の「高嶺遺跡」が立地する。この台地は方言で「イーバル（上の畑地）」と呼ばれ、宮城島の面積の大半を占め、土地改良事業により、整備された耕地が見受けられる。琉球石灰岩と島尻層岩の境界面から地下水が湧出し、島北東部に多く見られる。平安座島と宮城島間の「ダネー水道」は石油備蓄基地の建造により埋立てられ、島の北西沖に石油貯蔵船を接岸できるシーバースが建造されている。伊計島と宮城島との間の海峡は「フーキジル水道」と呼ばれ、潮流は速い。沖縄本島南部の知念半島から伊計島まで伸びるサンゴ礁は、中城湾と金武湾の堤防として役割を担っている。

### 地区
当初の宮城島全島は勝連間切に属したが、1676年に平田間切を経て、1687年に与那城間切の管轄となる。琉球処分後の1896年（明治29年）に中頭郡、1908年（明治41年）に同郡与那城村に帰属し、1994年（平成6年）に与那城町へ町制施行する。そして、2005年（平成17年）4月1日に近隣の自治体と合併改称し、うるま市となる。
宮城島は「池味（いけみ）」・「上原（うえはら）」・「宮城（みやぎ）」・「桃原（とうばる）」の4つの大字で構成される。上原と宮城は島東部の崖下に、池味は島北東の漁港近くに、そして桃原は島南部の平坦な低地に位置する。元来、宮城島は「宮城村」1村であったが、1676年に「上原村」と「名安呉（なーぐ）村」の2村が宮城村から独立する。詳細な時期は不明だが、明治初期に名安呉村が上原村に編入合併され、1908年（明治41年）に全2村は与那城村の大字となる。1947年（昭和22年）に宮城から「池味」が、さらに上原から「桃原」が分離した。上原地区の小字に「名安呉」は確認されないが、「名安呉森（なぐむい）」という拝所は存在する。宮城島に南接する平安座島の「平宮（ひらみや）」は1974年に埋立て地に新設された字名で、平安座島と宮城島両島の頭文字を取って名付けられた。
| 1687年以前 | 1687年 - 1908年                             | 1908年 - 1947年 | 1947年以降 | 地図                                                   |
| ---------- | ------------------------------------------- | --------------- | ---------- | ------------------------------------------------------ |
| 宮城村     | 宮城村                                      | 宮城            | 宮城       | 桃原 池味 上原 宮城 ヒータキ（121.4m） 伊計島 平安座島 |
| 宮城村     | 宮城村                                      | 宮城            | 池味       | 桃原 池味 上原 宮城 ヒータキ（121.4m） 伊計島 平安座島 |
| 宮城村     | 上原村 （名安呉村は明治初期に上原村と合併） | 上原            | 上原       | 桃原 池味 上原 宮城 ヒータキ（121.4m） 伊計島 平安座島 |
| 宮城村     | 上原村 （名安呉村は明治初期に上原村と合併） | 上原            | 桃原       | 桃原 池味 上原 宮城 ヒータキ（121.4m） 伊計島 平安座島 |

### 気候
| 宮城島 (標高100m)の気候                                  | 宮城島 (標高100m)の気候 | 宮城島 (標高100m)の気候 | 宮城島 (標高100m)の気候 | 宮城島 (標高100m)の気候 | 宮城島 (標高100m)の気候 | 宮城島 (標高100m)の気候 | 宮城島 (標高100m)の気候 | 宮城島 (標高100m)の気候 | 宮城島 (標高100m)の気候 | 宮城島 (標高100m)の気候 | 宮城島 (標高100m)の気候 | 宮城島 (標高100m)の気候 | 宮城島 (標高100m)の気候 |
| 月                                                       | 1月                     | 2月                     | 3月                     | 4月                     | 5月                     | 6月                     | 7月                     | 8月                     | 9月                     | 10月                    | 11月                    | 12月                    | 年                      |
| -------------------------------------------------------- | ----------------------- | ----------------------- | ----------------------- | ----------------------- | ----------------------- | ----------------------- | ----------------------- | ----------------------- | ----------------------- | ----------------------- | ----------------------- | ----------------------- | ----------------------- |
| 最高気温記録 °C （°F）                                   | 25.8 (78.4)             | 26.8 (80.2)             | 26.9 (80.4)             | 28.9 (84)               | 32.4 (90.3)             | 32.3 (90.1)             | 34.7 (94.5)             | 35.6 (96.1)             | 34.3 (93.7)             | 33.1 (91.6)             | 31.3 (88.3)             | 28.3 (82.9)             | 35.6 (96.1)             |
| 平均最高気温 °C （°F）                                   | 19.0 (66.2)             | 19.8 (67.6)             | 21.1 (70)               | 23.1 (73.6)             | 25.9 (78.6)             | 28.8 (83.8)             | 30.9 (87.6)             | 31.1 (88)               | 30.2 (86.4)             | 27.5 (81.5)             | 24.3 (75.7)             | 20.5 (68.9)             | 25.2 (77.4)             |
| 日平均気温 °C （°F）                                     | 16.7 (62.1)             | 17.2 (63)               | 18.5 (65.3)             | 20.5 (68.9)             | 23.4 (74.1)             | 26.4 (79.5)             | 28.3 (82.9)             | 28.4 (83.1)             | 27.5 (81.5)             | 25.1 (77.2)             | 22.0 (71.6)             | 18.3 (64.9)             | 22.7 (72.9)             |
| 平均最低気温 °C （°F）                                   | 14.7 (58.5)             | 15.2 (59.4)             | 16.4 (61.5)             | 18.5 (65.3)             | 21.5 (70.7)             | 24.6 (76.3)             | 26.4 (79.5)             | 26.5 (79.7)             | 25.6 (78.1)             | 23.3 (73.9)             | 20.3 (68.5)             | 16.4 (61.5)             | 20.8 (69.4)             |
| 最低気温記録 °C （°F）                                   | 4.9 (40.8)              | 9.7 (49.5)              | 9.0 (48.2)              | 12.5 (54.5)             | 15.5 (59.9)             | 19.1 (66.4)             | 20.8 (69.4)             | 23.0 (73.4)             | 21.2 (70.2)             | 18.3 (64.9)             | 13.9 (57)               | 9.6 (49.3)              | 4.9 (40.8)              |
| 降水量 mm （inch）                                       | 83.4 (3.283)            | 106.9 (4.209)           | 118.1 (4.65)            | 141.2 (5.559)           | 294.7 (11.602)          | 293.5 (11.555)          | 124.3 (4.894)           | 185.3 (7.295)           | 172.5 (6.791)           | 203.0 (7.992)           | 134.9 (5.311)           | 98.8 (3.89)             | 1,945.4 (76.591)        |
| 平均降水日数 （≥1.0 mm）                                 | 9.2                     | 9.0                     | 9.3                     | 10.3                    | 11.8                    | 12.6                    | 8.3                     | 11.1                    | 10.6                    | 8.9                     | 8.1                     | 9.2                     | 118.5                   |
| 平均月間日照時間                                         | 98.0                    | 102.0                   | 143.9                   | 143.3                   | 154.4                   | 183.7                   | 275.1                   | 250.1                   | 217.2                   | 176.4                   | 130.5                   | 105.9                   | 1,980.6                 |
| 出典1：理科年表                                          |                         |                         |                         |                         |                         |                         |                         |                         |                         |                         |                         |                         |                         |
| 出典2：気象庁 (平均値：2008年-2020年、極値：2008年-現在) |                         |                         |                         |                         |                         |                         |                         |                         |                         |                         |                         |                         |                         |

## 歴史
宮城島は方言で「ナーグシク」といわれるが、同島の宮城地区と区別するため、「ミヤグスクジマ」とも呼ばれる。また宮城島は標高の高い陵丘を有する為、「高離島（たかはなりじま）」とも別称される。『正保国絵図』には、「宮城嶋」、『ペリー日本遠征記』と『ペリー提督沖縄訪問記』には「ハナディ(Hanadi)」と記載されている。1623年頃に編纂された『おもろさうし』の「勝連、具志川おもろ」には、宮城島に関係するおもろが3首あり、それらに見られる「みやぐすく」は、宮城島もしくは宮城地区を指すと思われる。

### 先史からグスク時代

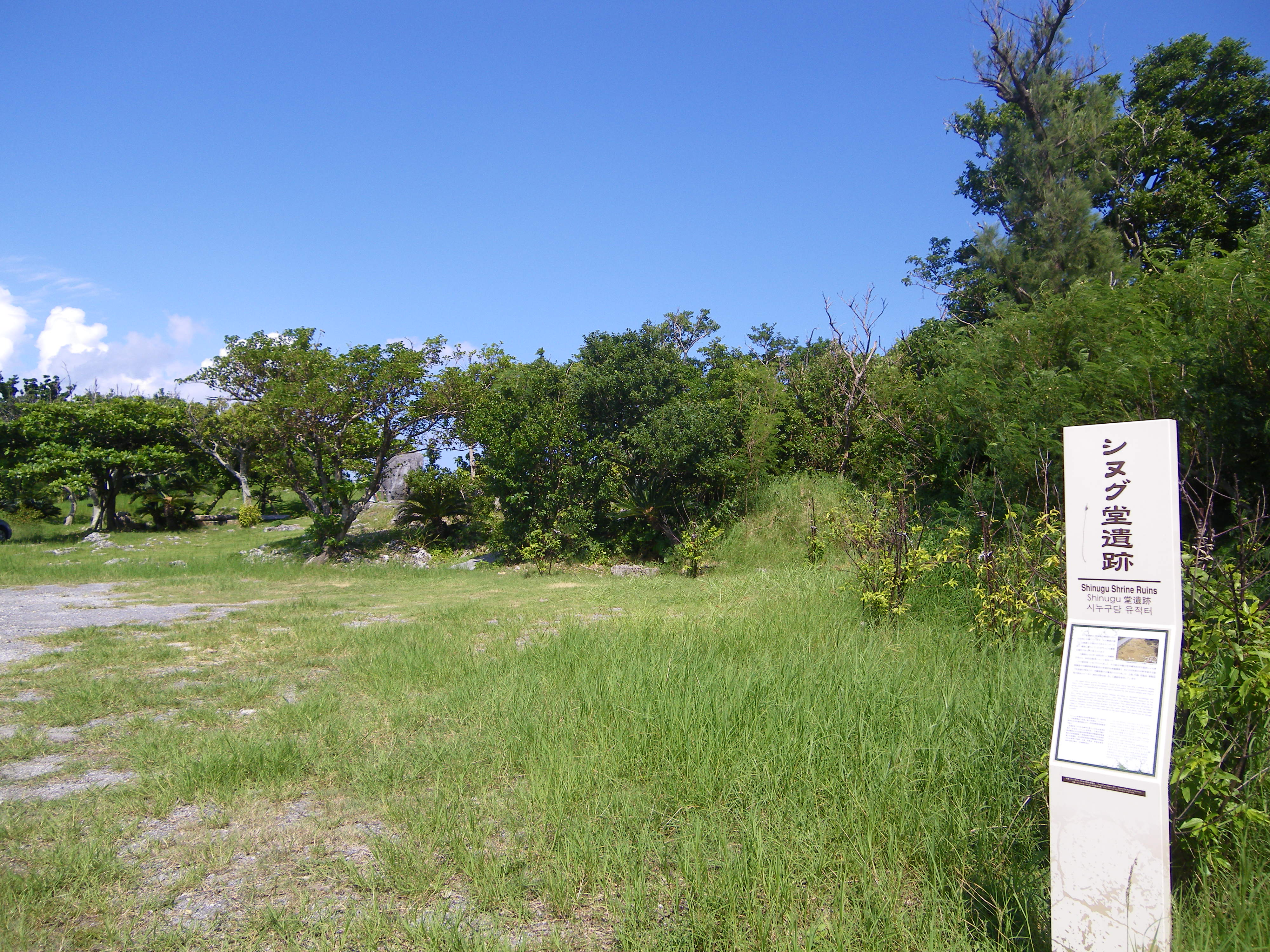
シヌグ堂遺跡

宮城島中央部の標高約100mに位置する「シヌグ堂遺跡」は、貝塚時代中期（縄文時代後期）の遺跡と思われ、炭素年代測定により約3,000年前とされる。当遺跡は段丘上に形成し、東側の崖下に貝塚もある。1972年（昭和42年）の発見以降、1983年（昭和53年）から翌年にわたって、沖縄県教育委員会は詳細な発掘調査を行った。その結果、竪穴建物跡42軒、礫床建物跡18軒が確認された。竪穴建物の床面は縦約2m・横約3mの四隅が丸い長方形を成し、深さは平均30cmで、壁面は石灰岩の積み石で覆われていた。礫床建物跡には、人間のこぶし程の大きさの石を地面に敷設し、縦約2m・横約5mなどの広さを有する。暖炉跡は竪穴建物の中央に、礫床建物跡には端側に形成されていた。建物跡の切り合いが見受けられ、幾度も建物の建築を行ったと考えられる。出土した遺物は、土器・石器・貝製品が多く占めたが、イノシシ・ジュゴン・ウミガメなどの骨も発見されている。
また宮城地区東海岸の丘陵上に位置する「泊グスク跡」には、グスク時代に組み上げられた野面積みの石垣が残存し、14 - 15世紀頃と思われる中国製の陶磁器が出土している。1322年に怕尼芝によって滅ぼされた今帰仁城の主・今帰仁按司の家臣が南山への逃亡中に、その妻が産気づき、途中の宮城島で出産、そのまま彼らは定住し、泊グスクを築いたとされる。また、泊グスクは伊計島の伊計グスクとの戦いに敗れ、生存した一族は宮城島内で集落をつくったと、言い伝えられている。
宮城島にはシヌグ堂遺跡や泊グスク以外にも、貝塚時代からグスク時代までの遺跡が多数存在している。上原地区にはシヌグ堂遺跡とほぼ同時代の「高嶺遺跡」と、桃原地区の「桃原貝塚」などが挙げられる。高嶺遺跡は宮城島の最高標高に位置し、竪穴建物跡や礫床建物跡が検出され、また遺跡内には石碑が建立されている。

### 琉球王国時代
当初の宮城島全島は勝連間切に属していたが、1676年に平田間切、1687年に与那城間切の帰属となる。また、宮城島は「宮城村」1村であったが、1676年に「上原村」と「名安呉（なーぐ）村」の2村が宮城村から独立した。池味地区は18世紀に沖縄本島の首里や名護からの入植者により形成された集落である。
南山王国最後の国王・他魯毎（もしくはその家臣ともいわれる）が宮城島の上根（イークン）グスクに逃亡したという言い伝えがあり、彼を祀った「南山お宮」という祭祀殿がある。尚巴志が北山王国を滅亡したとされる1416年、今帰仁から久志按司の妻子が宮城島に逃れ、後に永住したという。『球陽』（1731年条）によると、宮城村で80歳で死去した喜也宇大翁という老人の墓中から、生前よく彼が歌った神詠が聞こえたという。また『球陽』（1743年条）には、平安座島沖で船が転覆した際、そこに現れたウミガメに助けられたという逸話が上原地区に残っている。琉球王国時代の宮城島は政治思想犯の流刑地として利用され、1734年に処刑された平敷屋朝敏の妻子は当地へ移送された。その際、朝敏の妻は以下の琉歌を残したとされるが、朝敏の子孫が詠んだ歌ともいわれている。
宮城島は常に水不足に陥り、上原村南の崖下から湧出する屋武川から水を汲み取っていた。1849年に用水路を新設し、屋武川沿いの水田開発を行った。また、天水田にも灌漑用水を引くなどの功績を王府から讃えられ、親雲上らに爵位を与えた。上原地区の「万川（ヤンガー）」という泉は、与那城間切の発足時に石積み工事が行われ、また1849年にも首里の石工・大工職人によって手が加えられた。泊グスクの海岸に漂着した大木を島民らは引き上げられず途方に暮れていたところ、大木に乗った神女が音頭を取ると、いとも簡単に運ぶことができたという。宮城地区の「宮城御殿（ナーグスクウドゥン）」は、その大木を用いて建てられた神殿であるとされ、2005年（平成17年）1月27日に新築された。1995年（平成7年）6月14日、万川と宮城御殿はともに「うるま市指定文化財」に指定された。

### 明治から現代

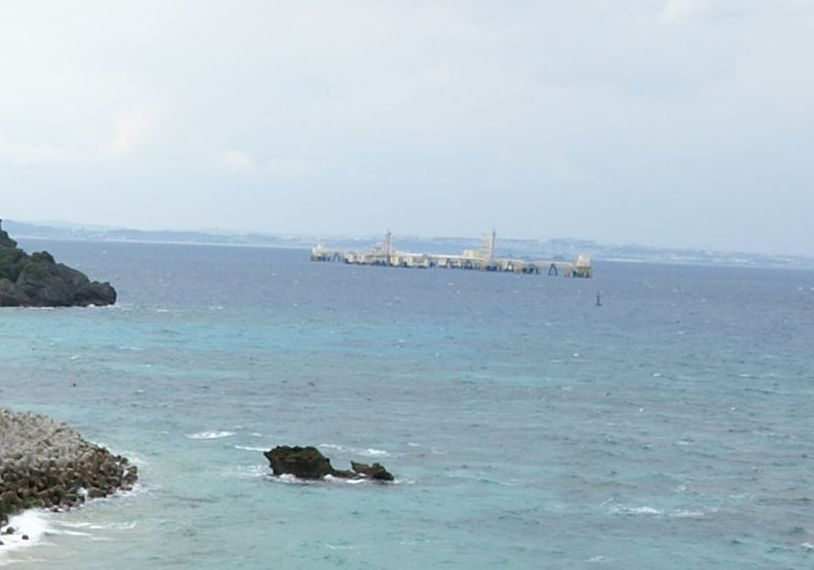
伊計島の大泊海岸から望むシーバース。

琉球処分後、桃原地区に那覇・首里からの人々が集まり、さらに平安座・浜比嘉島の島民も開墾者として入植し、新しく集落を形成した。戦前の宮城地区は山原船が多く集結した平安座島へ赴き、交易を行っていた。沖縄戦前後の時期における池味地区は、フィリピンや南米への移住者30世帯を送り出した。1945年（昭和20年）の2月から3月にかけて行われたアメリカ軍の空襲により被害を受け、民家の他に学校や製糖工場も破壊された。また同年の4月2日に米軍が宮城島に上陸、5月29日に全島民は平安座島へ強制的に移住させられたが、終戦直後の10月には帰島した。
アメリカ資本の石油会社ガルフ・オイル社は沖縄へ進出すべく、1966年（昭和41年）10月までに金武湾周辺地域を石油備蓄基地 (CTS:Central Terminal Station ) の建設候補地の一つとして挙げていた。当初の計画では、宮城島に石油基地、伊計島に製油所を建設する予定であった。伊計島では誘致に概ね賛成であったが、宮城島では賛成派と反対派に二分した。島内反対派は1967年（昭和42年）3月16日に「宮城島を守る会」を、賛成派は「工場誘致促進委員会」を結成した。5月8日の与那城村会議ではガルフ社誘致が議題となり、全会一致で誘致の早期実現に関する要請決議を行い、7月1日に「石油事業誘致特別委員会」を設置した。しかし、7月19日に宮城島内で賛成・反対派よる傷害事件が発生するなど、両者はますます対立した。元々島内の賛成派は反対派よりも多数であったが、反対派が所有する土地が建設予定地の半分以上を占め、さらに賛成・反対派の所有地が点在し、用地取得が困難であった。その上、反対派へ幾度の説得を行ったが誘致の支持は得られず、結局宮城島でのCTS計画は頓挫した。その後、隣の平安座島へのCTS建設が決定した。
ガルフ社撤退後の1971年（昭和46年）に、アラビア石油も宮城島に石油基地建設を計画していたが、「宮城島を守る会」の反対運動により再び阻止された。1989年（平成元年）にリゾート開発の構想が浮上したが、建設予定地が土地改良事業の整備予定地であったことから、またしても反対運動により計画は中止となった。互いに隣接する島で同じ土地所有形式を持ちながらも、農業を主な産業とする宮城島と、十分な農地に恵まれない平安座島の両島には、地理的な条件のほかに、経済・社会的にも相違が見受けられる。
1894年（明治27年）、宮城島島内に所在した與勝尋常高等小学校の分校が、宮城小学校として開校、1948年（昭和23年）には宮城初等学校に併置校として宮城中学校が創設、さらに1958年（昭和33年）に、宮城小学校から桃原地区に桃原小学校が分離・独立した。しかし、平安座・伊計・浜比嘉を含む4島の小中学校が廃止され、2012年（平成24年）4月に平安座島に「うるま市立彩橋小中学校」が開校した。

## 産業
戦前において、上原地区ではサツマイモや大麦・豆類が栽培され、池味では牛などの畜産業で有名であった。1963年（昭和38年）の大干ばつにより、島内で行われた稲作は廃れ、それ以降はサトウキビを主に生産している。島内に製糖工場が建設される前の昭和初期は、サトウキビは黒砂糖に加工され、仲買人により島外に運ばれた。そして、1929年（昭和4年）に上原地区で組合が発足し、小規模の製糖工場が設営された。その後の1932年（昭和7年）には、島内の砂糖生産高は当時の与那城村全体の3分の1以上を占めた。サトウキビを主要とした農業が中心で、他に紅芋や葉タバコの栽培も行われている。
1981年（昭和56年）の桃原漁港における漁獲高は約98トンで、当時の与那城村内で最も多く、タイやイカが水揚げされた。ほかに池味漁港の1981年（昭和56年）における漁獲高は約50トンで、主にアジが獲れた。

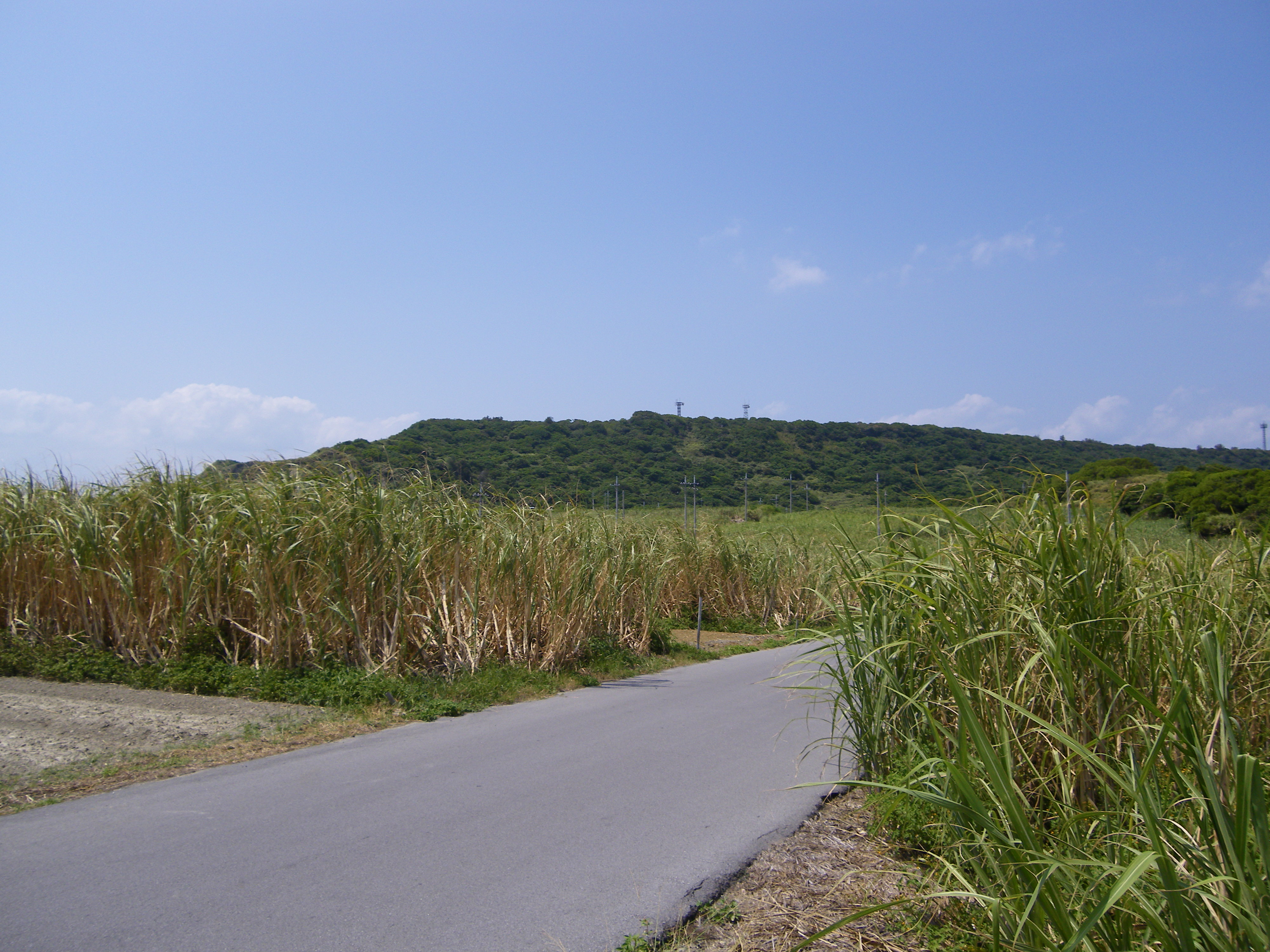
宮城島の主要産業であるサトウキビの畑。
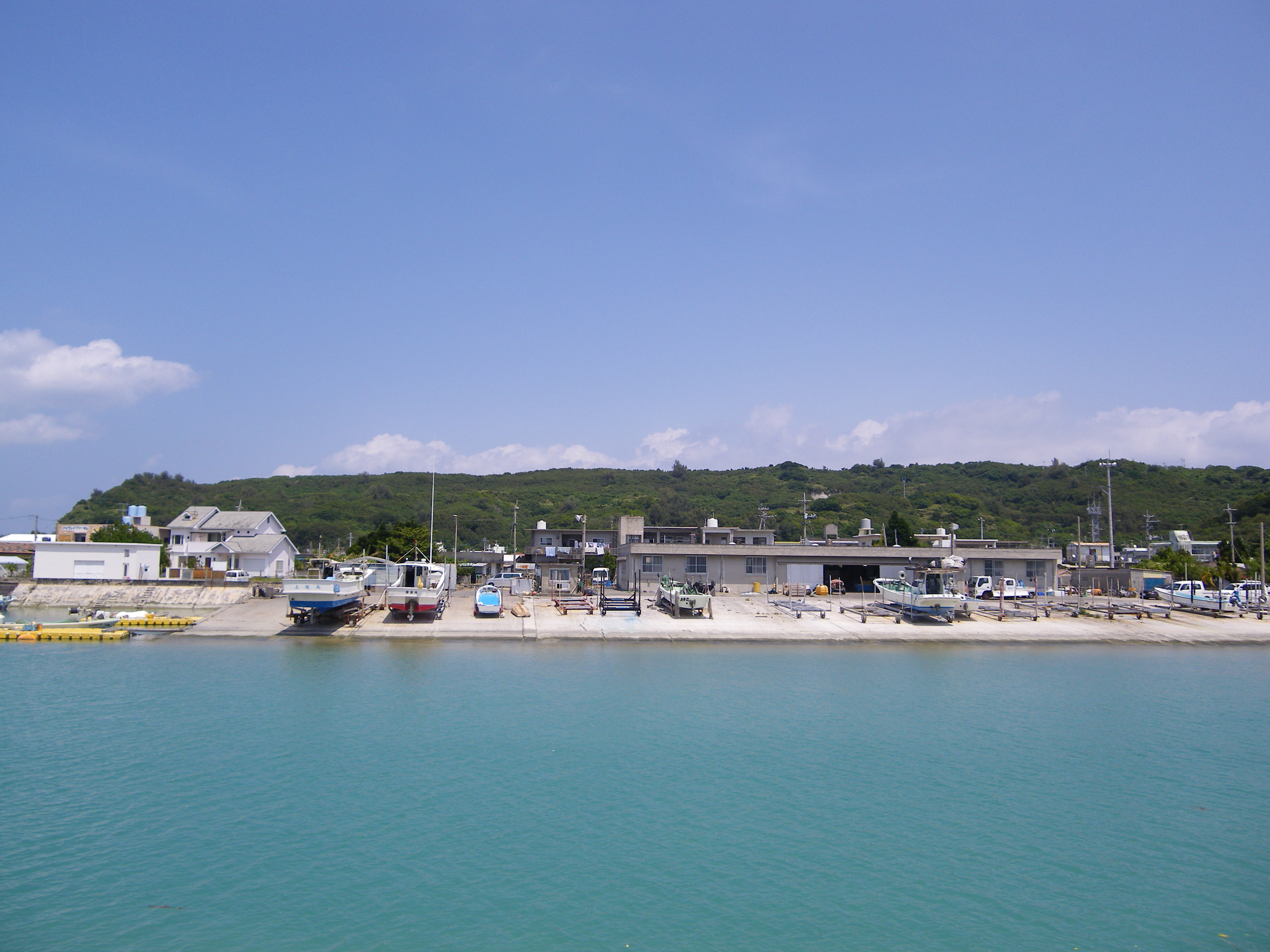
宮城島南部の桃原港。対岸の平安座島から撮影。

## 交通
戦前はマツの木で作られた小舟で、船頭2人で約10人の乗客を漕いで沖縄本島を行き来していた。また干潮時には宮城島から平安座島を経て、本島の勝連半島まで干潟が出現し、そこを徒歩で往来していた。本島と架橋する1975年（昭和50年）以前は、5トンの定期船が池味港と本島の屋慶名港の間を運航していた。さらに伊計島との架橋以前も池味港から渡し船が出入りし、宮城島の玄関口として栄えた。1972年（昭和47年）に沖縄本島と平安座島間に全長約4.75kmの海中道路が開通、1975年（昭和50年）に埋立て工事が完了し、平安座島と宮城島が桃原橋で架橋した。1982年（昭和57年）に、宮城島と伊計島を結ぶ伊計大橋が完成し、沖縄本島の勝連半島と平安座・宮城・伊計の3島が連結したことになる。島南部の桃原地区のみ他の集落より離れている為、かつては標高約100mの台地を登って、学校のある宮城地区まで約3kmの道のりを歩く術しか無く、陸上交通は不便であった。その後、台地東側の周縁を沿うように道路が整備されている。
また、1997年（平成9年）には浜比嘉島と平安座島を結ぶ浜比嘉大橋も完成したため、平安座島を介して浜比嘉島とも陸路で結ばれるようになった。
うるま市では本島の屋慶名地区とこれらの各島の相互間を結ぶ路線バス（うるま市有償バス）を運行している。

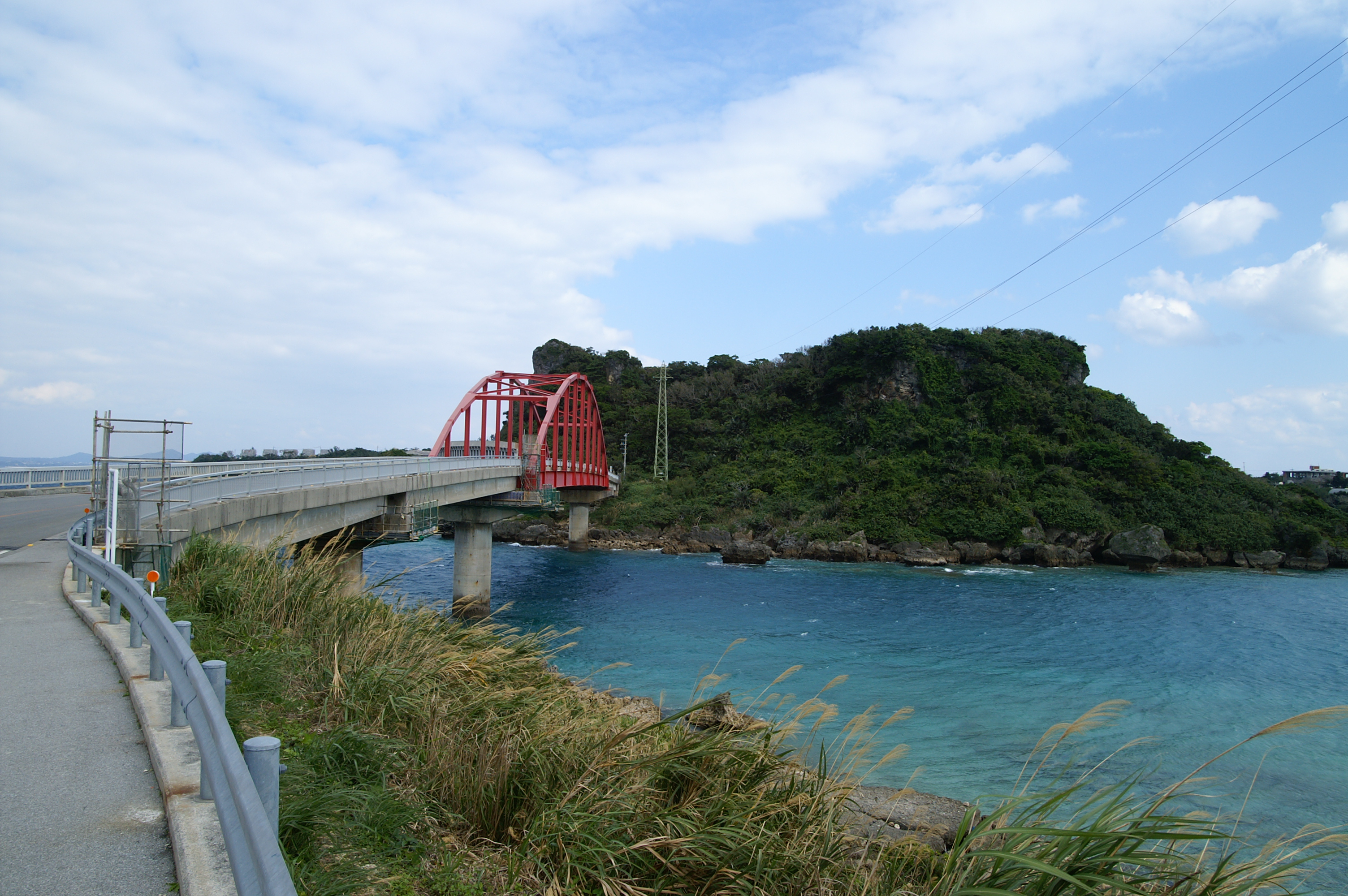
宮城島から見る伊計大橋。
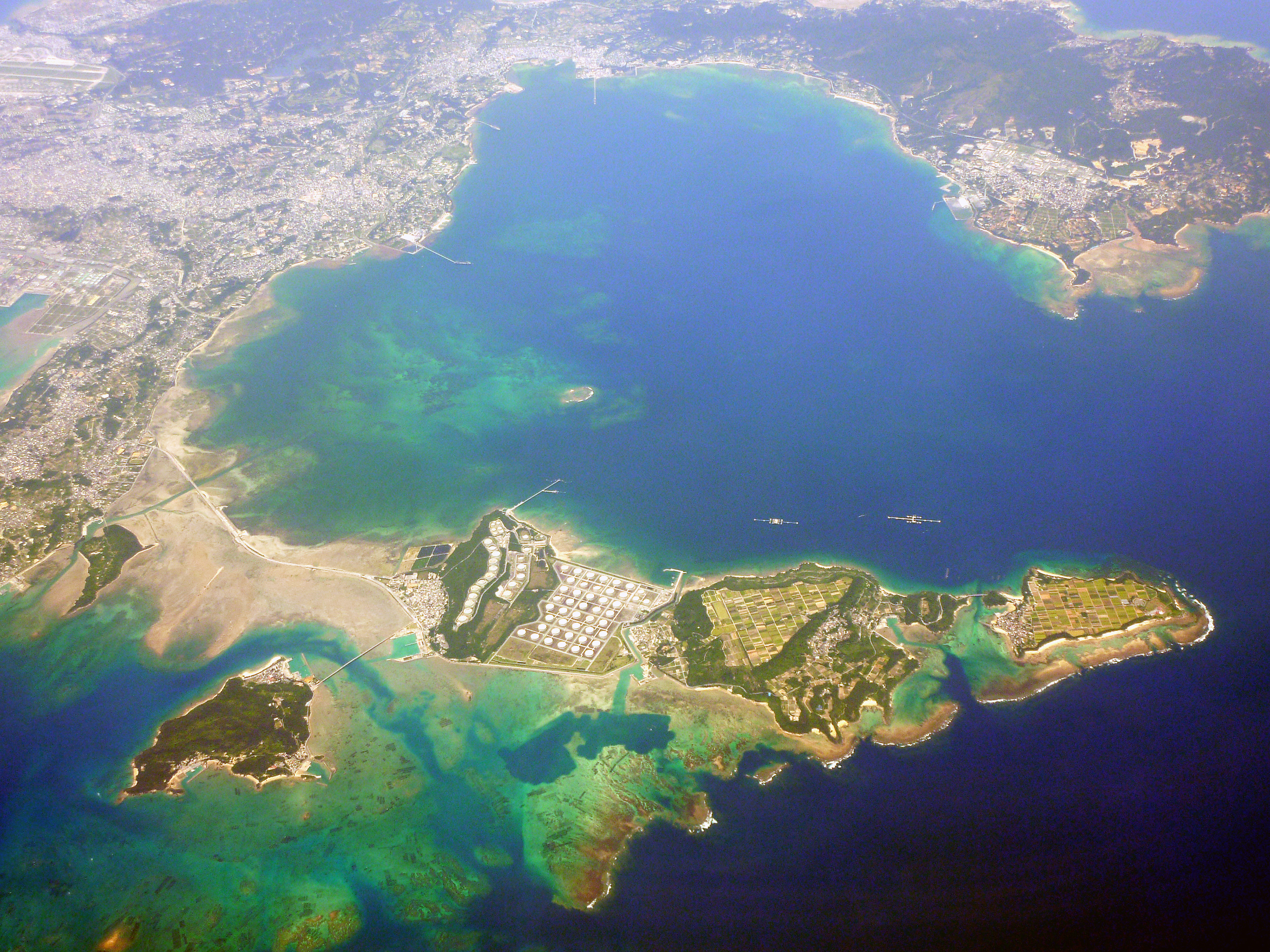
与勝諸島と金武湾の空撮。画像左側に白く伸びる筋が海中道路。
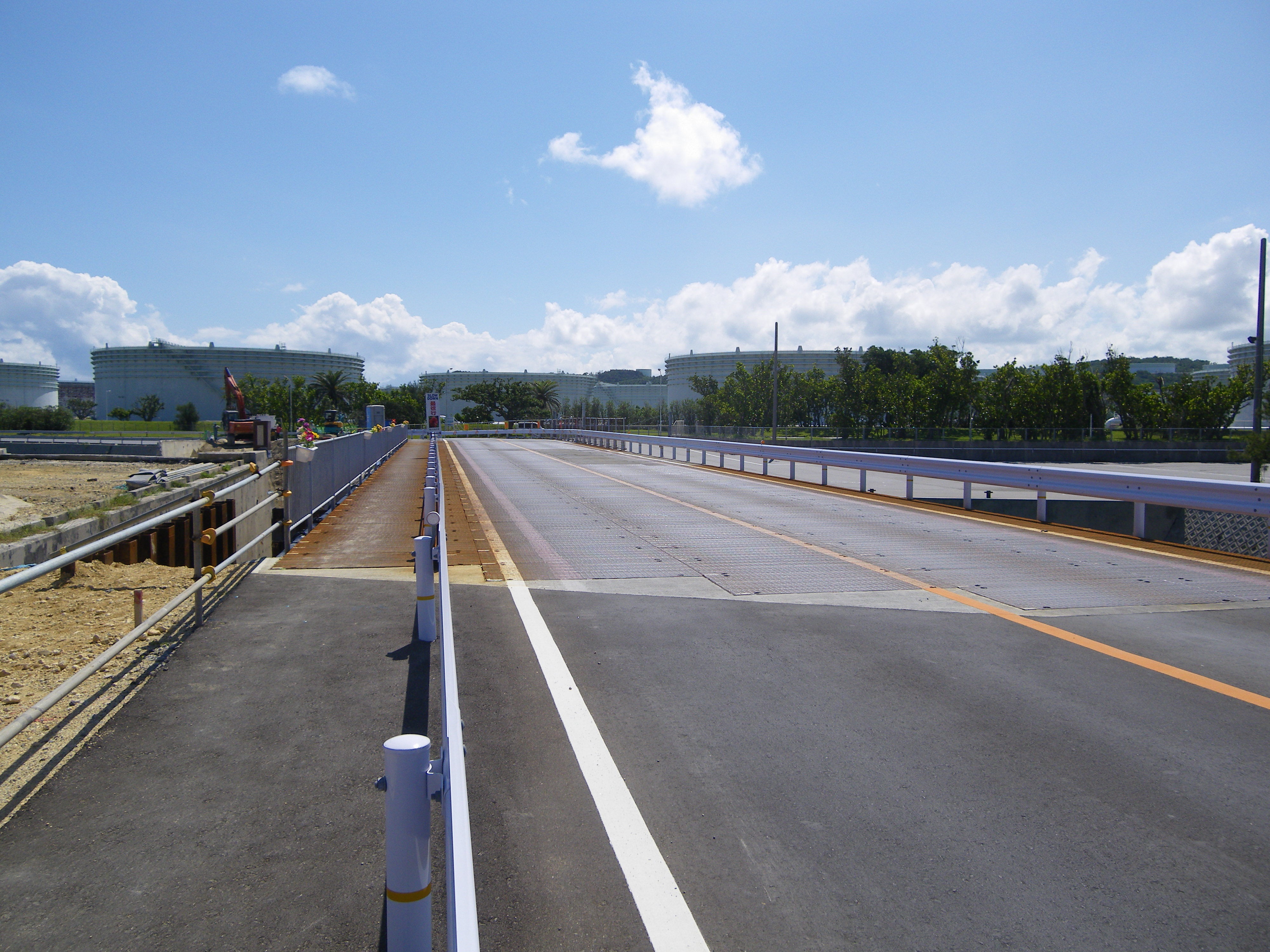
平安座島と結ぶ桃原橋。